# Grounded (videojuego)
Grounded es un videojuego de supervivencia desarrollado por Obsidian Entertainment y publicado por Xbox Game Studios . Fue lanzado para Microsoft Windows y Xbox One en acceso anticipado en julio de 2020. Se lanzó por completo el 27 de septiembre de 2022.

## Jugabilidad
Grounded es un juego de supervivencia que se puede jugar en primera o tercera persona . En el juego, el protagonista se reduce al tamaño de una hormiga y debe esforzarse por sobrevivir en un patio . En el juego, el personaje del jugador (Max, Willow, Pete o Hoops) necesita consumir una cantidad adecuada de comida y agua, o perderá salud debido al hambre o la deshidratación, respectivamente. El patio trasero está lleno de múltiples bichos e insectos, como arañas, abejas, ácaros del polvo y mariquitas . Distintos insectos tienen distintos propósitos en el juego. Por ejemplo, las arañas son uno de los principales depredadores del juego que cazarán a los jugadores, las mariquitas pueden llevar a los jugadores a fuentes de alimento y los pulgones se pueden cocinar y consumir como alimento. Los jugadores también pueden cortar el césped para recolectar gotas de rocío . El juego tiene una opción de accesibilidad para jugadores que tienen aracnofobia, lo que les permite decidir qué tan aterradoras serán las arañas en el juego.
A medida que los jugadores progresen en el juego, visitarán nuevas áreas en el patio. La dificultad del juego aumentará lentamente y se introducirían enemigos más peligrosos. A lo largo del juego, los jugadores deben buscar recursos para construir una base que les permita defenderse de enemigos hostiles, en particular durante la noche, cuando algunos de los insectos se vuelven más agresivos. Los recursos también se pueden utilizar para fabricar diferentes herramientas, trampas y armas, como hachas, lanzas, arcos y flechas, para derrotar a los enemigos. Los jugadores también deben controlar su resistencia, ya que el personaje jugable puede agotarse en un combate prolongado. El juego se puede jugar en solitario, aunque también tiene un modo multijugador cooperativo para cuatro jugadores.

## Historia
Ambientada a principios de la década de 1990, la historia sigue a un grupo de adolescentes que deben descubrir por qué se han reducido al tamaño de una hormiga.

## Desarrollo
Tras el lanzamiento de Pillars of Eternity II: Deadfire, el equipo de Obsidian Entertainment comenzó a generar ideas para un juego de supervivencia . Mientras que la mayoría del personal de Obsidian trabajaba en The Outer Worlds, un pequeño equipo de 13 personas comenzó la producción de Grounded . El juego ya se encontraba en producción antes de la adquisición de Obsidian por parte de Microsoft en 2018. Anunciado por Xbox Game Studios en X019 en noviembre de 2019, el juego se lanzó el 28 de julio de 2020 para el acceso anticipado de Steam y Xbox Game Preview . Este acceso adelantado contó con aproximadamente el 20 % de la campaña principal del juego, y Obsidian planeó considerar los comentarios de la comunidad mientras continuaban trabajando para el lanzamiento completo del juego en 2022. La versión de acceso anticipado acumuló 5 millones de jugadores dentro de los 6 meses posteriores al lanzamiento.
El equipo se inspiró en películas como Bichos: Una aventura en miniatura y Honey, I Shrunk the Kids de Disney . Para conocer más sobre los diferentes tipos de insectos incluidos en el juego, el equipo vio largometrajes en YouTube producidos por entomólogos aficionados. Se eligió el patio como escenario del juego ya que sintió que es un lugar reconocible y accesible. Además, creían que un patio también puede ser "exuberante" y generar una "sensación real de peligro". El director del juego, Adam Brennecke, comparó el escenario con un "parque temático", ya que el equipo agregó numerosos puntos de referencia en el mundo en un intento de hacerlo más interesante.
El equipo imaginó un mundo de juego en el que se podía interactuar y que las acciones de los jugadores cambiarían el estado del mundo. Brennecke agregó que el juego presentaría una historia "memorable" como otros juegos de Obsidian. El equipo trabajó extensamente en la inteligencia artificial de los insectos, que dirigen sus comportamientos. Por ejemplo, las hormigas sienten curiosidad por el personaje del jugador e inicialmente no atacan. Sin embargo, si el jugador construye una base alrededor de su comida, o si el personaje del jugador se vuelve más fuerte y las hormigas comienzan a verlas como una amenaza, atacarán a los jugadores. 

## Serie de televisión
En julio de 2022, se anunció que se está trabajando en una adaptación de la serie animada del juego con Brent Friedman desarrollando la serie.

## Recepción
Grounded fue nominado en Innovación en Accesibilidad en The Game Awards 2020 . Hasta febrero de 2022, el juego contabilizaba más de 10 millones de jugadores.